# NGC 2467
NGC 2467 je otvoreni skup s emisijskom maglicom u zviježđu Krmi. 

## Vanjske poveznice
- SEDS: NGC 2467